# Itapuca

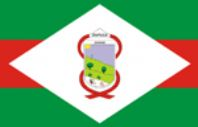
Bandera del municipio de Itapuca.

Itapuca es un municipio brasileño del estado de Rio Grande do Sul.
Se encuentra ubicado a una latitud de 28º46'47" Sur y una longitud de 52º10'20" Oeste, estando a una altitud de 660 metros sobre el nivel del mar. Su población estimada para el año 2004 era de 2.620 habitantes.
Ocupa una superficie de 184,48 km².
- Datos: Q1757396
- Multimedia: Itapuca / Q1757396